# Хари Потър и Затворникът от Азкабан
 Тази статия е за романа на Джоан Роулинг.  За филма със същото име вижте Хари Потър и затворникът от Азкабан (филм).  
Хари Потър и Затворникът от Азкабан (на английски: Harry Potter and the Prisoner of Azkaban) е фентъзи роман, написан от английската писателка Джоан Роулинг, третият от поредицата Хари Потър. Книгата проследява Хари Потър, млад магьосник, през третата му година в училището за магия и вълшебство Хогуортс. Заедно с приятелите си Рон Уизли и Хърмаяни Грейнджър, Хари разследва Сириус Блек, избягал от затвора за магьосници Азкабан, смятан за един от най-големите привърженици на Лорд Волдемор.
Книгата е публикувана в Обединеното кралство на 8 юли 1999 г. от Bloomsbury и в Съединените щати на 8 септември 1999 г. от Scholastic. Роулинг намира книгата лесна за писане, завършвайки я само година след като започва да я пише. Книгата е продадена в 68 000 копия само за три дни след излизането си в Обединеното кралство и оттогава е продадена в над три милиона екземпляра в страната. Книгата печели наградата Коста през 1999 г., наградата Брам Стокър и наградата Локус през 2000 г. за най-добър фентъзи роман и е избрана за други награди, включително Хюго.
Филмовата адаптация на романа е издадена през 2004 г., като печели повече от 796 милиона долара и одобрението на критиката. Видеоигрите, базирани на филма, също са пуснати за няколко платформи и повечето получават благоприятни отзиви.

## Сюжет
Докато Хари живее при Дърсли, леля Мардж идва на гости. Когато Хари и покойните му родители са обидени от Мардж, ядосаното момче случайно я надува чрез магия. Хари събира багажа си и напуска къщата, избирайки да прекара лятото в Продънения котел в Лондон. Докато е там, Хари е предупреден, че бивш последовател на Волдемор на име Сириус Блек го търси, след като е избягал от затвора за магьосници Азкабан.
В Хогуортс пазачите от Азкабан, известни като диментори, патрулират в училището, търсейки Блек. Хари е необичайно засегнат от присъствието им и моли за помощ Ремус Лупин, новия учител по защита срещу черните изкуства, за да се научи да ги отблъсква. Лупин учи Хари на невероятно трудната магия Патронус, но Хари е в състояние да произведе Патронус с цало тяло (във формата на елен), за да се пребори с дименторите. Междувременно се съобщава, че Блек е забелязан в село Хогсмийд, близо до Хогуортс.
Хари получава тайна карта от Фред и Джордж Уизли, която разкрива всички вътре в замъка и територията му. Хари я използва, за да отиде в Хогсмийд. Скривайки се в кръчма, той подслушва разговор, в който научава, че Блек всъщност е негов кръстник и че той е убил собствения си най-добър приятел, Питър Петигрю, като същевременно е предал бащата на Хари, Джеймс, на Волдемор.
Хари, Рон и Хърмаяни посещават Хагрид и са изненадани да открият изчезналия домашен любимец на Рон, Скабърс, който се крие там. Докато се връщат към замъка със Скабърс, Рон е нападнат от голямо куче. Кучето завлича Рон в таен тунел и изчезва, излизайки в Къщата на крясъците в Хогсмийд. Разкрива се, че кучето е зоомагът Сириус Блек.
Хари и Хърмаяни стигат до къщата, последвани от Лупин, който ги забелязва на картата на Хари. Лупин обезоръжава Хари, след което обяснява защо смята, че Блек е невинен. Блек твърди, че престъпленията, които му се приписват, всъщност са извършени от Петигрю, който е избягал от подозрение, като е фалшифицирал собствената си смърт. Петигрю също е зоомаг и през цялото това време се крие като плъха на Рон Скабърс. Хари предлага Петигрю да бъде предаден на дименторите.
Докато се връщате към замъка, пълната луна внезапно се появява и Лупин, който е върколак, започва да се трансформира. Блек се превръща в кучето, за да защити останалите, а Петигрю избягва сред хаоса. Хари, Хърмаяни и Блек са посетени от диментори и Блек в крайна сметка е заловен.
Докато Блек е държан в плен в кула в Хогуортс, Дъмбълдор е убеден от Хари и Хърмаяни, че Сириус наистина е невинен. Той ги инструктира да спасят Блек, като се върнат назад във времето и го освободят, преди да бъде предаден на дименторите. Използвайки времевръта, който Хърмаяни има от началото на годината, за да присъства във всичките си часове, те пътуват три часа назад във времето. Днешният Хари спасява миналото си и миналите версии на Хърмаяни и Блек от дименторите, използвайки патронус. След това той позволява на Блек да бъде заловен от Снейп, преди да използва хипогрифа на Хагрид, Бъкбийк, за да го освободи от кулата и да избяга.
На следващия ден Лупин е принуден да подаде оставка, тъй като тайната му самоличност на върколак вече е известна на училището. Хари е разстроен, че не прекарва повече време с кръстника си, Блек, но Дъмбълдор го моли да се утеши, че е спасил живота му. По време на пътуването с влак обратно към Лондон, Хари получава писмо от Блек, който също изпраща нов домашен любимец на Рон.

## Публикуване и прием

### Преди публикуване
Роулинг започва да пише Затворникът от Азкабан на 2 юли 1998 г., деня, в който приключва ръкописа на Стаята на тайните. В изявление от 2004 г. писателката споделя: „Затворник от Азкабан е плод на най-доброто писане, което някога съм правила... Бях на много удобно място и пишех третия роман. Финансовите притеснения бяха приключили, а вниманието на пресата все още не беше прекомерно“.

### Критичен прием
Грегъри Магуайър пише рецензия в Ню Йорк Таймс за Затворникът от Азкабан: „Досега, по отношение на сюжета, книгите не представят нищо ново, но го правят брилянтно...“. Във вестникарска рецензия в Ню Йорк Таймс се казва, че „Затворникът от Азкабан може да е най-добрата книга за „Хари Потър“ досега“. Рецензент на Кидс Рийдс казва: „Тази динамична фантазия ще ви остави гладни за четирите допълнителни книги за Хари, върху които Джоан Роулинг работи. Третата година на Хари е очарователна. Не я пропускайте“. Марта В. Паравано също дава положителна рецензия за Хорн Бук Мегазин, като я нарича „доста добра книга“. В допълнение, рецензия на Пъблишърс Уийкли казва: „Остроумието на Роулинг никога не отслабва, независимо дали конструира работата на света на магьосниците... или подхвърля бързи шеги... Заклинанието на Потър е силно“.

### Продажби
Романът Затворникът от Азкабан е продаден в повече от 68 000 копия в Обединеното кралство в рамките на три дни след публикуването, което го прави най-бързо продаваната британска книга за времето си. Общите продажби до 2012 г. според Гардиън са 3 377 906 екземпляра.

## Адаптации

### Кино
Филмовата адаптация на Хари Потър и Затворникът от Азкабан излиза през 2004 г., режисирана от Алфонсо Куарон, със сценарий от Стив Клоувс. Филмът дебютира на първо място в бокс офиса и се задържа на тази позиция две седмици. Общите приходи в световен мащаб възлизат на 796,7 милиона долара.

## В България
| Година на издаване | Издание                          | Художник на корицата                             | Издателство | Страници |
| ------------------ | -------------------------------- | ------------------------------------------------ | ----------- | -------- |
| 2002 г.            | твърди корици                    | Мери Гранпре                                     | „Егмонт“    | 367      |
| 2016 г.            | твърди корици                    | Джони Дудъл                                      | „Егмонт“    | 384      |
| 2017 г.            | твърди корици (с обложка)        | Джим Кей (и на илюстрациите)                     | „Егмонт“    | 336      |
| 2019 г.            | твърди корици (юбилейно издание) | Любен Зидаров                                    | „Егмонт“    | 320      |
| 2021 г.            | твърди корици                    | Мери Гранпре (и на илюстрациите към всяка глава) | „Егмонт“    | 384      |